# Magnum opus
 Ovo je glavno značenje pojma Magnum opus. Za druga značenja pogledajte Magnum opus (razdvojba).
S Magnum opusom ili Opus magnumom (lat. magnum „veliki“, opus „djelo“) označava se najznačajnije djelo jednog umjetnika (prije svega glazbenika, pjesnika i književnika) ili znanstvenika. Prije se tako nazivalo glavno djelo značajnih znanstvenika.
Pojam Summum opus je istoznačnica (lat. summum „najveći“).
Često Opus summum podrazumijeva jedno kasno djelo, u kojem autor svoje dugogodišnje iskustvo i znanje iz jedne oblasti, pretače u jedno remek-djelo. 
Primjeri Magnum opusa su Proustov roman iz sedam tomova U potrazi za izgubljenim vremenom, Cervantesov roman Don Quijote i Picassova Guernica u okvirima slikarstva.